# NGC 6446
NGC 6446 (другие обозначения — MCG 6-39-18, ZWG 199.18, ARAK 528, KCPG 523A, PGC 60825) — галактика в созвездии Геркулес.
Этот объект входит в число перечисленных в оригинальной редакции «Нового общего каталога».